# Ronalda
Liliana Catia Pereira Santos Aveiro poznata kao Ronalda (otok Madeiri, Funchalu, 5. listopada 1976.), portugalska je pjevačica i starija sestra Cristiana Ronalda. 2005. godine objavila je svoj prvi studijski album, pod nazivom Pronta pra te amar.

## O Ronaldi
Ronalda ili Liliana Catia Pereira Santos Aveiro je poznata portugalska pjevačica i starija sestra Cristiana Ronalda. Rođena je na otoku Madeiri u Funchalu. Prvi nastup bio joj je na jednom festivalu kada je imala 15 godina, a nastupila je s pjesmom "Funchal a cantar". Osvojila je 2. mjesto. Uz Cristiana ima stariju sestru Elmu (1974.) i starijeg brata Huga (1975.).

## Albumi
Pronta pra te amar (Spremna za voljeti te) je prvi album ove pjevačice, izdan 2005. Pjevala je s mnogo osjećaja. Romantična latina spremna za uspjehe, radila je s puno truda i želje za pobjedom. Album ima 12 pjesama. Neke od pjesama su "Lembra- te de mim (quem eu era)", "Para toda a vida", "Só me entrego por amor" i "Eu não volto a chorar". Nakon njega Ronalda objavljuje reizdanje albuma s jednom pjesmom extra- "Portugal mundial 2006". Ta je pjesma bila "himna" portugalske reprezentacije na SP-u u nogometu 2006. godine.
Drugi album Esperança (Nada). Esperança je romantični album. Ima i latino zvukova, kao i na prethodnom albumu. Neke od pjesama na njemu su "Seras meu", "Sempre te dei amor" i "Eu não te escolhi". Na njemu pjeva i o tome koliko joj nedostaje otac koji je preminuo. O tome govori u pjesmi "Vivo na esperanca de te ver". Ta pjesma ima i englesku verziju nazvanu "Hope to see you". Esperanca je putovanje kroz ljubav.
Treći album Corpo e alma (Tijelo i duša) ima neke energičnije hitove. Neke od pjesama su "Danco so para ti", "Eu voltei pra te amar" i "Espero um sinal de ti". Na njemu je i zahvala Cristianu- Obrigada mano. Ima i pjesma "Portugal europeu 2008". Ona je ustvari obrada hita "Portugal mundial 2006". Jedna od pjesama s najviše latino zvuka je "Manias, Manias".